# Rudolf Wildenmann
Rudolf Wildenmann (* 15. Januar 1921 in Stuttgart; † 14. Juli 1993 in Mannheim) war ein deutscher Politikwissenschaftler. 
Wildenmann gilt als einer der Wegbereiter der empirischen Wahlforschung und Gestalter der sozialwissenschaftlichen Infrastruktur in Deutschland und Europa. Einer breiten Öffentlichkeit wurde Wildenmann durch seine Arbeit am Aufbau der Mannheimer Forschungsgruppe Wahlen und seine Mitarbeit am Politbarometer bekannt. Er ist ein wichtiger Vertreter der sogenannten Kölner Schule der Politikwissenschaft.

## Leben und Werk
Wildenmann begann ursprünglich eine kaufmännische Lehre, wurde aber 1939 einberufen und geriet im Zweiten Weltkrieg in kanadische Gefangenschaft. Im Gefangenenlager in Kanada erhielt er die Möglichkeit, sein Abitur abzulegen. Deshalb bezeichnete er sich selbst auch ironisch als „Kriegsgewinnler“. Nach seiner Rückkehr nach Deutschland 1946 begann er ein sozial- und wirtschaftswissenschaftliches Studium in Heidelberg und Tübingen, das er 1952 mit einer von Dolf Sternberger als Hauptreferent betreuten Promotion zum Dissertationsthema 'Partei und Fraktion' bei Alexander Rüstow am Institut für Politische Wissenschaft in Heidelberg abschloss.
Von 1952 bis 1959 war er als Journalist in Bonn sowie für das Ostkolleg der Bundeszentrale für Heimatdienst in Köln tätig. 1959 begann er eine Assistententätigkeit an der Universität zu Köln bei dem gerade aus den Vereinigten Staaten zurückgekehrten Ferdinand A. Hermens, bei dem er sich 1962 habilitierte.
1964 wurde er an die Universität Mannheim berufen. Dort war er bis zu seiner Emeritierung 1989 Inhaber des Lehrstuhl für Politische Wissenschaft I. Darüber hinaus hatte Wildenmann parallel eine Professur in den USA (State University of New York SUNY). Als Gründer der Mannheimer Politikwissenschaft legte Wildenmann in Zusammenarbeit mit dem Soziologen M. Rainer Lepsius und dem Sozialpsychologen Martin Irle den Grundstein für die dortige Wahl- und Parteienforschung.
Zusammen mit Erwin K. Scheuch arbeitete er an der empirischen Mikroanalyse in der politikwissenschaftlichen Forschung.
1974 gründete er das Zentrum für Umfragen, Methoden und Analysen (ZUMA), dessen Vorsitzender er bis 1980 war. Darüber hinaus war er von 1987 bis 1990 wissenschaftliches Mitglied des Kuratoriums Gesellschaft sozialwissenschaftlicher Infrastruktureinrichtungen e. V. GESIS.
Wildenmann war mehrfach Rektor der Universität (WH) Mannheim. Er war Mitglied und zeitweilig Bezirksvorsitzender der CDU, lehnte jedoch Angebote ab, Mitglied der baden-württembergischen Landesregierung zu werden.
Rudolf Wildenmanns Buchpublikationen von seiner Dissertation (Partei und Fraktion, 1952/1954) bis zu seiner Kritik der Volksparteien (Ratlose Riesen, 1989) sind in der Deutschen Bibliothek verzeichnet. Im Bundesarchiv Koblenz befinden sich, noch ungeordnet, Unterlagen aus der von ihm auch noch nach seiner Emeritierung geleiteten Mannheimer FGE (Forschungsstelle für Gesellschaftliche Entwicklungen beziehungsweise Research Unit for Societal Development).

## ZUMA
Wildenmann regte an und war maßgeblich daran beteiligt, das Zentrum für Umfragen, Methoden und Analysen (ZUMA) in Mannheim zu gründen, das als Hilfseinrichtung der DFG und zur Erleichterung und Verbesserung deren sozialwissenschaftlichen Arbeiten 1974 seine Arbeit aufnahm. 
ZUMA ist seither zu einem Teil von GESIS geworden. Am Standort Mannheim berät das Institut weiterhin die Sozialforschung bei der Anlage, Durchführung und Auswertung sozialwissenschaftlicher Untersuchungen, führt eigene Untersuchungen durch und erleichtert den Zugang zu amtlichen Daten. 

## Ehrungen
- 1986: Verdienstkreuz 1. Klasse der Bundesrepublik Deutschland

## Rudolf-Wildenmann-Preis
Der Rudolf-Wildenmann-Preis wurde von ehemaligen Kollegen und Studenten des Politikwissenschaftlers gestiftet. Er ist mit 1000 Euro dotiert und wird jährlich an einen Nachwuchs-Wissenschaftler (innerhalb von 5 Jahren nach der Promotion) für eine herausragende Veröffentlichung vergeben, die bei den ECPR Joint Sessions of Workshops vorgestellt wurde. Mitautoren sind nur dann zulässig, wenn diese auch höchstens 5 Jahre zuvor ihren Doktorgrad erworben haben.

## Werke (Auswahl)
- Wahlforschung. BI-Taschenbuch-Verlag, 1992.
- mit Hans Besters (Hrsg.): Staatswerdung Europas? Vol. 9. Nomos, 1991.
- mit Werner Kaltefleiter: Volksparteien: ratlose Riesen? Nomos, 1989.
- Die Rolle des Bundesverfassungsgerichts und der Deutschen Bundesbank in der politischen Willensbildung: ein Beitrag zur Demokratietheorie. Kohlhammer, 1969.
- Gutachten zur Frage der Subventionierung politischer Parteien aus öffentlichen Mitteln. Hain, 1968.
- Eliten in der Bundesrepublik. Eine sozialwissenschaftliche Untersuchung über Einstellungen führender Positionsträger zur Politik und Demokratie. Mannheim 1968.
- mit Werner Kaltefleiter: Funktionen der Massenmedien. No. 12. Athenäm Verlag, 1965.
- Macht und Konsens als Problem der Innen- und Außenpolitik. Vol. 2. Athenäum, 1963.
- Partei und Fraktion. Ein Beitrag zur Analyse der politischen Willensbildung und des Parteiensystems in der Bundesrepublik. Hain, 1955.